# Dōgen
Dōgen Kigen (jap. 道元希玄; ur. 19 stycznia 1200, zm. 22 września 1253) – mistrz zen, który sprowadził nauczanie szkoły buddyzmu zen sōtō do Japonii. Także Eihei Dōgen (jap. 永平道元). Pośmiertnie obdarzony tytułem Jōyō daishi (jap. 承陽大師 wielki mistrz Jōyō)

## Życiorys
Dōgen pochodził z arystokratycznej rodziny dworskiej. Jego rodzice zmarli wcześnie (ojciec, gdy miał 3, matka – 8 lat). Był utalentowanym i wrażliwym dzieckiem, mając cztery lata czytał chińską poezję. Śmierć rodziców unaoczniła Dōgenowi głoszoną przez buddyzm nietrwałość rzeczy (jap. mujō) i pchnęła młodzieńca do rozważań na temat życia i śmierci. Mając 13 lat został mnichem, wstąpił do klasztoru Enryaku-ji na górze Hiei (klasztor szkoły Tendai), gdzie przyjął święcenia z rąk przełożonego klasztoru (jap. zasu) Kōena. Ze względu na to, że odpowiedzi, jakie nauka tendai oferowała jako rozwiązania ogarniających go wątpliwości doktrynalnych były niewystarczające, rozpoczął studiowanie zen rinzai pod kierunkiem Eisaia (1141–1215), założyciela japońskiej szkoły rinzai, a po jego śmierci u jego ucznia, mistrza Myōzena (1184–1225). Wraz ze swoim mistrzem, Dōgen wierzył, że podobnie jak Eisai, odkryje prawdziwe znaczenie zen w Chinach, ojczyźnie tej szkoły. W wieku 24 lat udał się więc z Myōzenem w daleką i podówczas niebezpieczną podróż do Chin. W marcu 1223 statek, którym podróżowali, zawinął do chińskiego portu Ningbo.
Z zapisków Dōgena wiadomo, że został na statku przez pierwsze trzy miesiące, odwiedzając jedynie świątynie znajdujące się w pobliżu portu. Najprawdopodobniej chciał dobrze nauczyć się mówionego języka chińskiego, aby móc rozmawiać z chińskimi mistrzami. Niektóre źródła wskazują jednak, iż przyczyną przedłużającego się pobytu w Ningbo był spór Dōgena z władzami hierarchii zenistycznej co do jego miejsca we wspólnocie (nie chciano uznać wskazań buddyjskich Dōgena, otrzymanych na górze Hiei). Natomiast Myōzen od razu udał się do oddalonego o ok. 25 mil klasztoru Jingde (jap. Keitoku) na górze Tiantong (jap. Tendō), w którym ich wspólny mistrz Eisai przebywał trzydzieści lat wcześniej.
Później Dōgen dołączył do Myōzena. Klasztor Jingde (tradycji linji, jap. rinzai), którego przełożonym był Wuji Liaopai (jap. Musai Ryōha), był wówczas jednym z pięciu największych klasztorów w Chinach. W czasie, gdy przebywali tam pielgrzymi z Japonii medytowało wraz z nimi ponad pięciuset mnichów.
Dōgen poznał w chińskim klasztorze wiele rzeczy, o których nigdy wcześniej nie słyszał w Japonii. Jednak im bliżej poznawał życie w klasztorze Jingde, tym bardziej dostrzegał negatywne zjawiska (poruszyła Dōgena do głębi ogólna akceptacja poglądu o równorzędności nauk taoizmu, konfucjanizmu i nauk buddyjskich). W 1224 zmarł przełożony Wuji i wówczas rozczarowany Dōgen wyruszył do innych klasztorów w poszukiwaniu prawdziwego nauczyciela.
Przez ponad pół roku odwiedzał różne klasztory, głównie tradycji linji m.in. Wanshou (jap. Banju) na górze Jing (jap. Kin), ale wciąż nie dopiął celu swej podróży – znalezienia prawdziwego nauczyciela. Rozgoryczony myślał nawet o powrocie do ojczyzny. Postanowił jednak spróbować raz jeszcze w swoim pierwszym klasztorze, którego nowym przełożonym został słynny mistrz tradycji caodong (jap. sōtō, również sōdō) Tiantong Rujing (jap. Tendō Nyojō, 1163–1228). Dōgen napisał list, w którym prosił Rujinga o nauczanie. Otrzymał zgodę i spędził w klasztorze Jingde kolejne cztery lata (po dwóch latach intensywnego treningu osiągnął przebudzenie). Dōgen bardzo cenił swojego mistrza. Nie chcąc stracić żadnego jego słowa, Dōgen zaczął zapisywać swoje rozmowy. Zapiski te zostały odkryte dopiero po jego śmierci, w 1254, wśród jego osobistych rzeczy. Odkrycia dokonał jeden z uczniów Dōgena, Kōun Ejō, który opracował je pod tytułem Hōkyōki (Zapiski ery Baojing). Pierwsza kopia datowana jest na 9 grudnia 1253.
W 1227, mając 28 lat, Dōgen powrócił do Japonii. Drogę powrotną do ojczyzny odbył sam, gdyż Myōzen zmarł w 1225.
Początkowo, do 1230, Dōgen przebywał w założonym przez Eisai'a klasztorze Kennin-ji. Później przeniósł się do świątyni Fukakusa Anyōin, w której sam nauczał. Tam również rozpoczął pisanie swojego wielkiego dzieła, Shōbōgenzō (Oko i Skarbiec Prawdziwego Prawa), które w zamierzeniu Dōgena miało być kompletnym i wielostronnym przedstawieniem Prawa Buddy. Shōbōgenzō, jako pierwsze dzieło religijne w Japonii, zostało napisane w języku japońskim. Obok Shōbōgenzō napisał też szereg pism niezależnych, z których najbardziej znany jest Fukan Zazen-gi napisany przez Dōgena tuż po powrocie z Chin w świątyni Kennin-ji w Kyoto jesienią 1227. Następnie Dōgen przeniósł się do Kannon Dōri Kōshōhōrinji (Kōshō-ji). Dōgen chciał uczynić z Kōshō-ji klasztor, w którym praktykuje się prawdziwy buddyzm i tam dołączył doń m.in. Ejō, jego najbliższy uczeń i jedyny spadkobierca jego Prawa.
W 1243 na skutek prześladowań uznanych instytucji religijnych Dōgen przeniósł się do prowincji Echizen (obecnie prefektura Fukui), gdzie założył klasztor Eihei. Z krótką przerwą przebywał tam aż do 1253, kiedy w bardzo złym stanie zdrowia wyruszył w celu podjęcia leczenia do Kioto. Zmarł w Kioto w domu świeckiego wyznawcy.

## Linia przekazu Dharmy zen

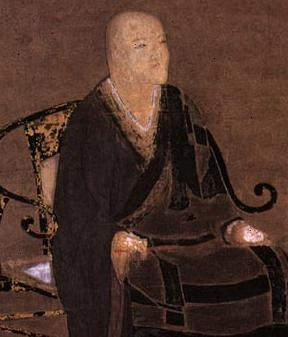
Dōgen Zenji

Pierwsza liczba oznacza liczbę pokoleń od Pierwszego Patriarchy chan w Indiach Mahakaśjapy.
Druga liczba oznacza liczbę pokoleń od Pierwszego Patriarchy chan w Chinach Bodhidharmy.
Trzecia liczba oznacza początek nowej linii przekazu w innym kraju.
- 34/7. Qingyuan Xingsi (660–740)
- 35/8. Shitou Xiqian (700–790) autor poematu Cantong qi
- 36/9. Yaoshan Weiyan (751–834) (także Yueshan)
- 37/10. Yunyan Tansheng (770–841)
- 38/11. Dongshan Liangjie (807–869) Szkoła caodong
  - 39/12. Yunju Daoying (zm. 902)
    - 40/13/1. Sŏngak Hyŏngmi (864–917) Korea
    - 40/13/1. Chinch'ŏl Iŏm (869–936) Korea. Szkoła sumi san
    - 40/13. Tong’an Daoying (bd)
      - 41/14. Tong’an Guanzhi (bd)
        - 42/15. Liangshan Yuanguan (bd)
          - 43/16. Dayang Jingxuan* (943–1027) (*także Jingyan)
            - 44/17[a]. Fushan Fayuan[2] (991–1067) (także Yunjian)
              - 45/18. Touzi Yiqing (1032–1083)
                - 46/19. Furong Daokai (1043–1118)
                  - 47/20. Danxia Zichun (1064–1119)
                    - 48/21. Hongzhi Zhengjue (1091–1157) (także jako Tiantong), autor Congronglu
                      - 49/22. Jingyin Kumu (bd)
                      - 49/22. Liaotang Siche (bd)
                      - 49/22. Sizong (1085–1153)
                      - 49/22. Zhide Huihui (1097–1183)

                    - 48/22. Huizhao Qingyu (1078–1140
                    - 48/21. Zhenxie Qingliao (1089–1157)
                      - 49/22. Tiantong Zongjue (1091–1162)
                        - 50/23. Xuedou Zhijian (1105–1192)
                          - 51/24. Tiantong Rujing (1163–1228)
                            - 52/25/1. Eihei Dōgen Kigen (1200–1253) Japonia. Szkoła sōtō
                              - 53/26/2. Sōkai
                              - 53/26/2. Senne (Yōkōan)
                                - 54/27/3. Kyōgō (Yōkōan)

                              - 53/26/2. Shinchi Kakushin (1207–1280)
                              - 53/26/2. Kangan Giin (1217–1300) (Daijiji)
                                - 54/27/3. Shidō Shōyū (zm. 1301 (Daijiji)
                                - 54/27/3. Tetsuzan Shian (Daijiji)
                                  - 55/28/4. Gishō
                                    - 56/29/5. Hohan
                                      - 57/30/6. Gyokukan
                                        - 58/31/7. Senten

                                  - 55/28/4. Daiko
                                    - 56/29/5. Gikai
                                      - 57/30/6. Meishitsu

                                  - 55/28/4. Ten’an
                                    - 56/29/5. Chōkei
                                      - 57/30/6. Ryōshitsu

                                  - 55/28/4. Shiryō
                                    - 56/29/5. Mutō

                                - 54/27/3. Ninnō Jōki
                                  - 55/28/4. Gen’e
                                    - 56/29/5. Zuiseki
                                    - 56/29/5. Sansen

                                  - 55/28/4. Saijū
                                  - 55/28/4. Giyū
                                    - 56/29/5. Baiin

                                  - 55/28/4. Mōan
                                  - 55/28/4. Kozen
                                  - 55/28/4. Tekiden
                                  - 55/28/4. Etsuō

                                - 54/27/3. Gukoku
                                  - 55/28/4. Musetsu
                                    - 56/29/5. Meian

                              - 53/26/2. Eihei Koun Ejō (1198–1280) (Eiheiji)
                                - 54/27/3. Gien (zm. 1314) (Eiheiji)
                                - 54/27/3. Jakuen (chin. Jiyuan) (1207–8.10.1299) (Hōkyōji)
                                  - 55/28/4. Giun (Hōkyōji)
                                    - 56/29/5. Donki (Hōkyōji)

                                - 54/27/3. Daijo Tettsū Gikai (1219–1309) (Daijōji)
                                  - 55/28/4. Kyōō Unryō (1267–1341)
                                  - 55/28/4. Eiko Keizan Jōkin (1267–1325) (Daijōji)
                                    - 56/29/5. Daichi Zenji (1290–1336)
                                    - 56/29/5. Kohō Kakumyō (1271–1361)
                                      - 57/30/6. Bassui Tokushō (1327–1387)

                                    - 56/29/5. Koan Shikan (zm. 1341)
                                    - 56/29/5. Genka Tekkyō (zm. 1321) 
                                      - 57/30/6. Genshō Chinzan

                                    - 56/29/5. Mugai Chikyō (zm. 1357)
                                      - 57/30/6. Jakushitsu
                                        - 58/31/7. Chūtei

                                    - 56/29/5. Meihō Sotetsu (1277–1350)
                                      - 57/30/6. Soju
                                        - 58/31/7. Kyoshitsu

                                      - 57/30/6. Shōgan
                                        - 58/31/7. Yakushitsu

                                      - 57/30/6. Gyōnin
                                        - 58/31/7. Ryōdō

                                      - 57/30/6. Hōzan
                                      - 57/30/6. Tsūkai
                                      - 57/30/6. Shōan
                                        - 58/31/7. Zeppō

                                      - 57/30/6. Getsuan
                                        - 58/31/7. Tenkei
                                          - 59/32/8. Hokkai

                                      - 57/30/6. Fushaku
                                        - 58/31/7. Sōei

                                      - 57/30/6. Sōshō
                                        - 58/31/7. Tetsudō

                                      - 57/30/6. Shugan Dojin
                                        - 58/31/7. Seihō
                                        - 58/31/7. Sōkō
                                        - 58/31/7. Yōkō

                                      - 57/30/6. Daichi Sokei (1290–1366)

                                    - 56/29/5. Soji Gasan Jōseki (1275–1365)
                                      - 57/30/6. Mutō Esū (Yōkōji)
                                      - 57/30/6. Chikudō Ryōgen (Kenfukuji)
                                      - 57/30/6. Jippō Ryōshū (1318–1405) (Yōjuji, Reishōji)
                                      - 57/30/6. Mutei Ryōshō (1313–1361) (Shōbōji)
                                        - 58/31/7. Gessen Ryōin (1319–1400) (Shōbōji)
                                        - 58/31/7. Dōsō Dōai (zm. 1379) (Eitokuji, Kōtakuji)

                                      - 57/30/6. Jikugen Chōsai (Baikōin)
                                      - 57/30/6. Musai Junshō (zm. 1381) (Jitokuji)
                                      - 57/30/6. Daitetsu Sōrei (1333–1408) (Myōōji, Rissenji, Gokokuji)
                                      - 57/30/6. Genno Shinshō (1325–1396) (Taikyūji, Senkeiji, Jigenji)
                                      - 57/30/6. Mugai Enshō (1311–1381) (Kōtokuji)
                                        - 58/31/7. Mujaku Myōyū (1333–1393)
                                          - 59/32/8. Tenshin Yūteki (1341–1413) (Zuisekiji)

                                      - 57/30/6. Taigen Sōshin (zm. ok. 1371) (Butsudaji)
                                        - 58/31/7. Ryōdō Shinkaku
                                        - 58/31/7. Baisan Monpon (zm. 1417) (Ryūtakuji)
                                          - 59/32/8. Ketsudo Nōshō (1355–1427)
                                            - 60/33/9. Nan’ei Kenshū (1387–1460)

                                          - 59/32/8. Jochū Tengin (1363–1437) (Daitōin)
                                            - 60/33/9. Kisan Shōsan (1377–1442)
                                              - 61/34/10. Morin Shihan (1392–1487)
                                                - 62/35/11. Shōshi Sōtai (Taishi Sōtai)
                                                  - 63/36/12. Kenchū Hantetsu
                                                    - 64/37/13. Zaiten Soryu
                                                      - 65/38/14. Rikusan Sogei
                                                        - 66/39/15. Gyokuso Sozui
                                                          - 67/40/16. Ten’yu Sosei
                                                            - 68/41/17. Chō’oku Jukei
                                                              - 69/42/18. Hōkoku Jukin
                                                                - 70/43/19. Nenshu Donju
                                                                  - 71/44/20. Ikoku Eiteki
                                                                    - 72/45/21. Gikoku Senshuku
                                                                      - 73/46/22. Ranryu Joshu
                                                                        - 74/47/23. Kashu Shōkei
                                                                          - 75/48/24. Shinryō Kyūtetsu
                                                                            - 76/49/25. Kakuhō Shuen
                                                                              - 77/50/26. Kakuin Eryō
                                                                                - 78/51/27. Kakutan Inshū
                                                                                  - 79/52/28. Hōzan Shūkyō
                                                                                    - 80/53/29. Reizan Ryōchin
                                                                                      - 81/54/30. Shūzan Taion
                                                                                        - 82/55/31. Shōun Taizui
                                                                                          - 83/56/32. Kanzan Taiō
                                                                                            - 84/57/33. Nyosan Mokuzen
                                                                                              - 85/58/34. Chūzan Ninkō
                                                                                                - 86/59/35. Hakusan Kōjun (1914–2007)
                                                                                                  - 87/60/36. Shaku Genshō (Gábor Terebess) (ur. 1944)
                                                                                                  - 87/60/36. Hōrin Daigyō (1938–2011)
                                                                                                  - 87/60/36. Sato Joko (ur. 1953)

                                            - 60/33/9. Shingan Dōkū
                                            - 60/33/9. Sekisō Enchū (zm. 1455) (Tōkei’in)
                                              - 61/34/10. Taigan Sōbai (zm. 1502) (Tōkei’in)
                                                - 62/35/11. Kensō Jōshun (zm. 1507) (Tōkei’in)
                                                  - 63/36/12. Jisan Eikun
                                                    - 64/37/13. Daichū Reijō
                                                      - 65/38/14. Nan’ō Ryōkun
                                                        - 66/39/15. Daijū Ryūzon
                                                          - 67/40/16. Hōgan Zensatsu
                                                            - 68/41/17. Ryōzan Chōzen
                                                              - 69/42/18. Kisshū Genshō
                                                                - 70/43/19. Kigai Mon’ō
                                                                  - 71/44/20. Kanshū Taisatsu
                                                                    - 72/45/21. Tensō Juntetsu
                                                                      - 73/46/22. Kenkoku Keisatsu
                                                                        - 74/47/23. Raiten Gensatsu
                                                                          - 75/48/24. Kengan Zesatsu
                                                                            - 76/49/25. Hōkoku Satsuyū
                                                                              - 77/50/26. Rotei Shoshuku
                                                                                - 78/51/27. Fuhō Tatsuden
                                                                                  - 79/52/28. Kachū Jakuchū
                                                                                    - 80/53/29. Bunzan Kōrin
                                                                                      - 81/54/30. Daichū Bunki (Getsuzan)
                                                                                        - 82/55/31. Chōko Bungei
                                                                                          - 83/56/32. Roshū Ezen
                                                                                            - 84/57/33. Reisai Emon
                                                                                              - 85/58/34. Tokuzui Tenrin
                                                                                                - 86/59/35. Shogaku Rinzui
                                                                                                  - 87/60/36. Butsuzan Zuimyō
                                                                                                    - 88/61/37. Bukkan Myōkoku 
                                                                                                      - 89/62/38. Butsuan Emyō
                                                                                                        - 90/63/39. Zuigaku Rempō (1905–1993)
                                                                                                          - 91/64/40. Gudō Wafu (ur. 1919)
                                                                                                            - 92/65/41. Chigen Jundo (James Cohen) (ur. 1960)

                                      - 57/30/6. Mutan Sokan (zm. 1387) (Shōenji)
                                      - 57/30/6. Yotaku Tsūgen Jakurei (1322–1391) (Yōtakuji, Ryūsenji)
                                        - 58/31/7. Ikkei Eishū (zm. 1403)
                                        - 58/31/7. Fusai Zenkyū (1347–1408) (Zenrinji)
                                        - 58/31/7. Tenshin Jishō
                                        - 58/31/7. Sekioku Shinryō (1345–1432) (Fukushōji)
                                        - 58/31/7. Ryōan Emyō (1337–1411) (Saijōji)
                                          - 59/32/8. Mugoku Etetsu (Ryūonji)
                                          - 59/32/8. Daikō Myōshū (Sōneiji)
                                          - 59/32/8.
                                            - 60/33/9. Gekkō Shōbun (zm. 1462)
                                              - 61/34/10. Ichishū Shōi (1416–1487)
                                                - 62/35/11. Don’ei Eō (1424–1504)

Trzy główne linie przekazu mistrzów zen Sotetsu, Jōsekiego i Jakureia przetrwały do dziś.

## Tłumaczenia pism Dōgena na język polski
- Dōgen, Elementarz zen sōtō. Shōbōgenzō zuimonki (przekł. z angielskiego Maciej Kanert), Rebis, Poznań 1997. ISBN 83-7120-342-X
- Dōgen, Zasady uprawiania zalecanej wszystkim siedzącej medytacji (przekł. z oryg. chińskiego [Fukan zazengi] Maciej Kanert), Wydawnictwo A, Kraków 2002.
- Dōgen, Zbiór zasad, na które należy zwrócić szczególna uwagę studiując Drogę, pierwszego patriarchy [klasztoru] Eihei (przeł. z oryg. chińskiego [Gakudō yōjinshū] Maciej Kanert), „Silva Iaponicarum”, Fasc. 1 (Autumn 2004) http://www.silvajp.amu.edu.pl/Silva%201.pdf.
- Dōgen, Oko i Skarbiec Prawdziwego Prawa. O praktykowaniu Drogi. Zwoje I-XVI (przekł. z oryg. japońskiego [Shōbōgenzō] Maciej Kanert), Wydawnictwo Homini, Kraków 2005.
- Dōgen, Kōshō Uchiyama, Jak przyrządzać swoje życie: zalecenia dla kucharza w klasztorze zen, przeł. (z ang.) Jacek Dobrowolski, Wydawnictwo Elay, Jaworze 2012, ISBN 978-83-62620-01-2 – przekład traktatu Tenzo kyōkun
- Dōgen, „Życie-i-śmierć”, w ramach projektu TTD Kumarajiva http://mahajana.net/ttd/Dogen%20Zenji%20-%20Zycie-i-smierc/Dogen%20Zenji%20-%20Zycie-i-smierc.pdf, w tłumaczeniu Hōjuna.
- Dōgen, „Umysł Drogi”, w ramach projektu TTD Kumarajiva http://mahajana.net/ttd/Dogen%20Zenji%20-%20Umysl%20Drogi/Dogen%20Zenji%20-%20Umysł%20Drogi.pdf, w tłumaczeniu Hōjuna.
- Dōgen, „O przyjmowaniu wskazań”, w ramach projektu TTD Kumarajiva http://mahajana.net/ttd/Dogen%20Kigen%20-%20Jukai/Dogen%20Kigen%20-%20Jukai.pdf, w tłumaczeniu Hōjuna.